# Hoogspanningslijn Maasbracht-Dodewaard

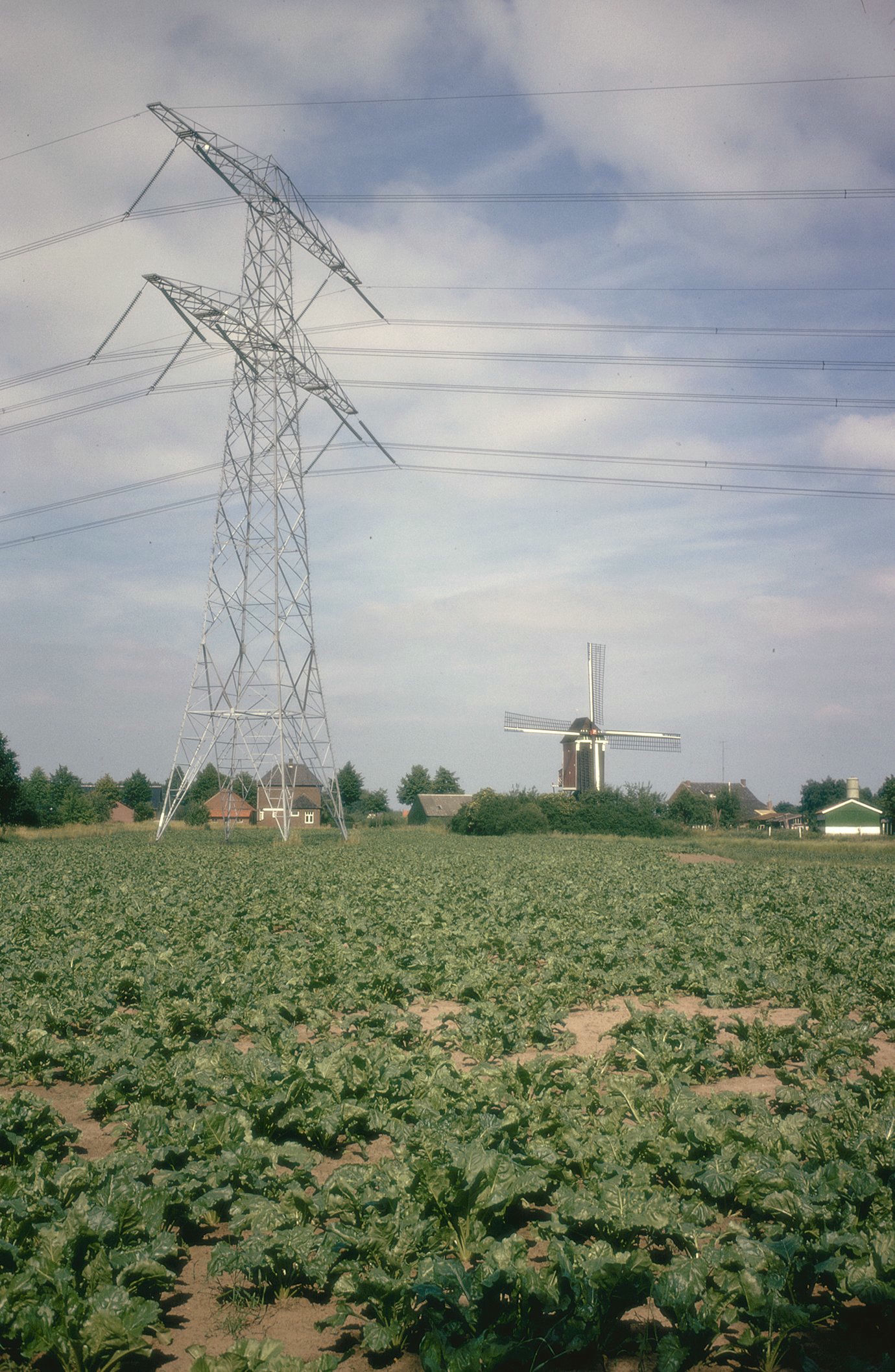
Mast 13 ter hoogte van Beegden. Rechts op de achtergrond de Sint-Lindertmolen.

De hoogspanningslijn Maasbracht-Dodewaard is een hoogspanningsleiding tussen de Nederlandse plaatsen Maasbracht en Dodewaard. De bedrijfsspanning van de lijn bedraagt 380 kV en het vermogen is 2 × 1,645 MVA. De lijn is 99,6 kilometer lang en een onderdeel van het landelijke hoogspanningsnet. Volgens oude netkaarten werd de lijn tussen 1965 en 1970 aangelegd. De kerncentrale Dodewaard kwam in 1970 gereed en werd op de lijn aangesloten. 
De lijn verbindt het hoogspanningsstation van Maasbracht met dat van Dodewaard. Nabij Boxmeer is er een aftakking naar het transformatorstation Boxmeer dat weer op de 150 kV lijn Haps - Venray invoed.

## Wetenswaardigheden
- De lijn heeft 259 masten. Dat is het grootste aantal masten op een Nederlandse hoogspanningslijn.
- Tussen mast 120 en mast 125 zijn de draden voorzien van oranje en witte veiligheidsbollen. Deze zijn aangebracht vanwege de zichtbaarheid voor de vliegtuigen. De lijn passeert hier Vliegbasis de Peel.

## Foto's

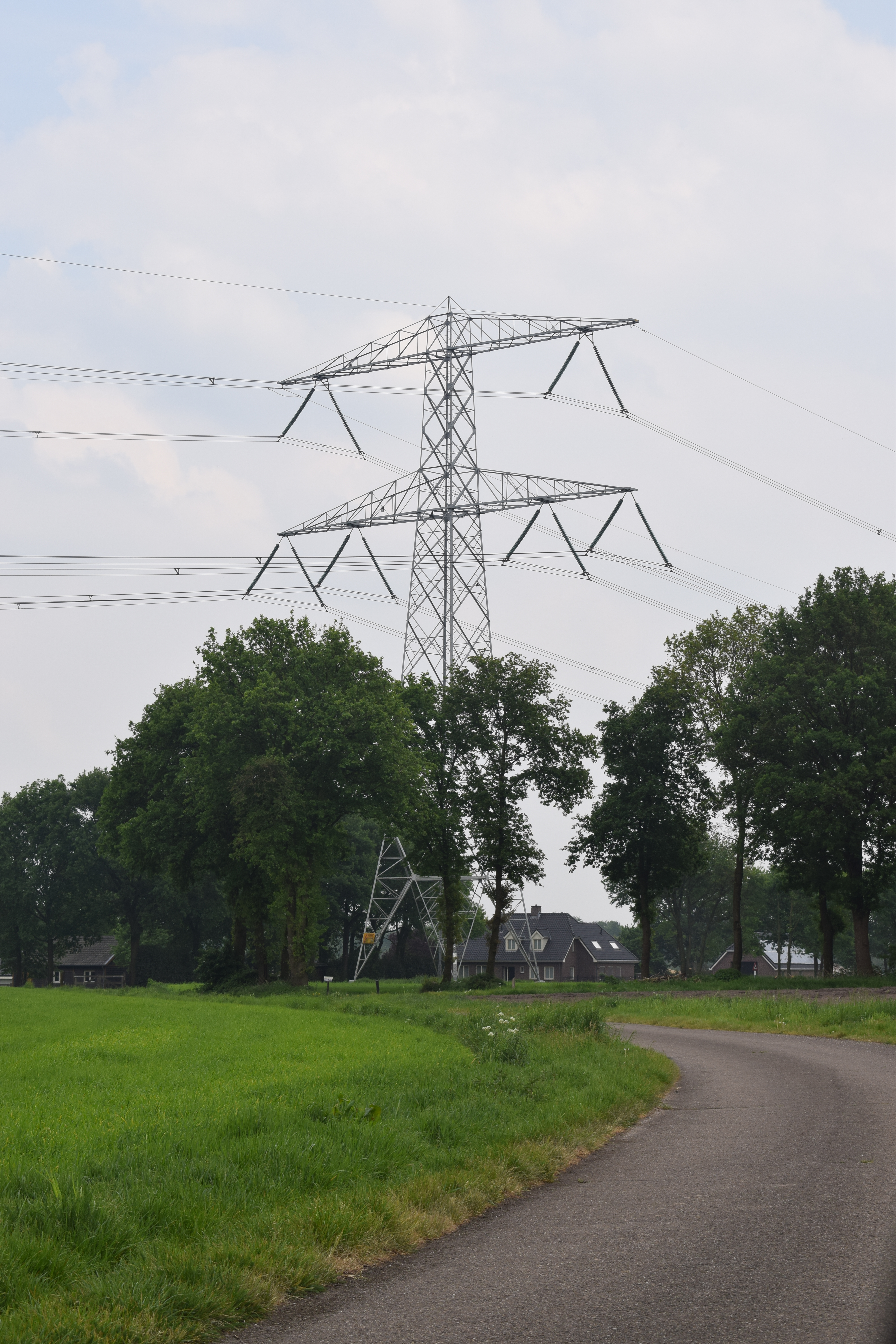
Mast 115 ter hoogte van Merselo
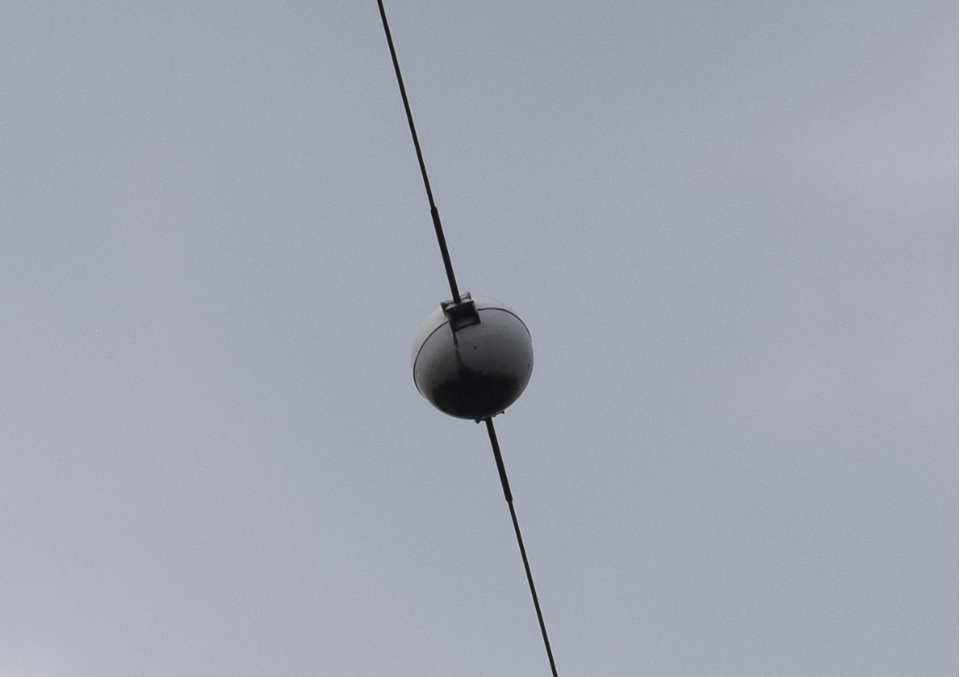
Veiligheidsbol aan de draden ter hoogte van Merselo
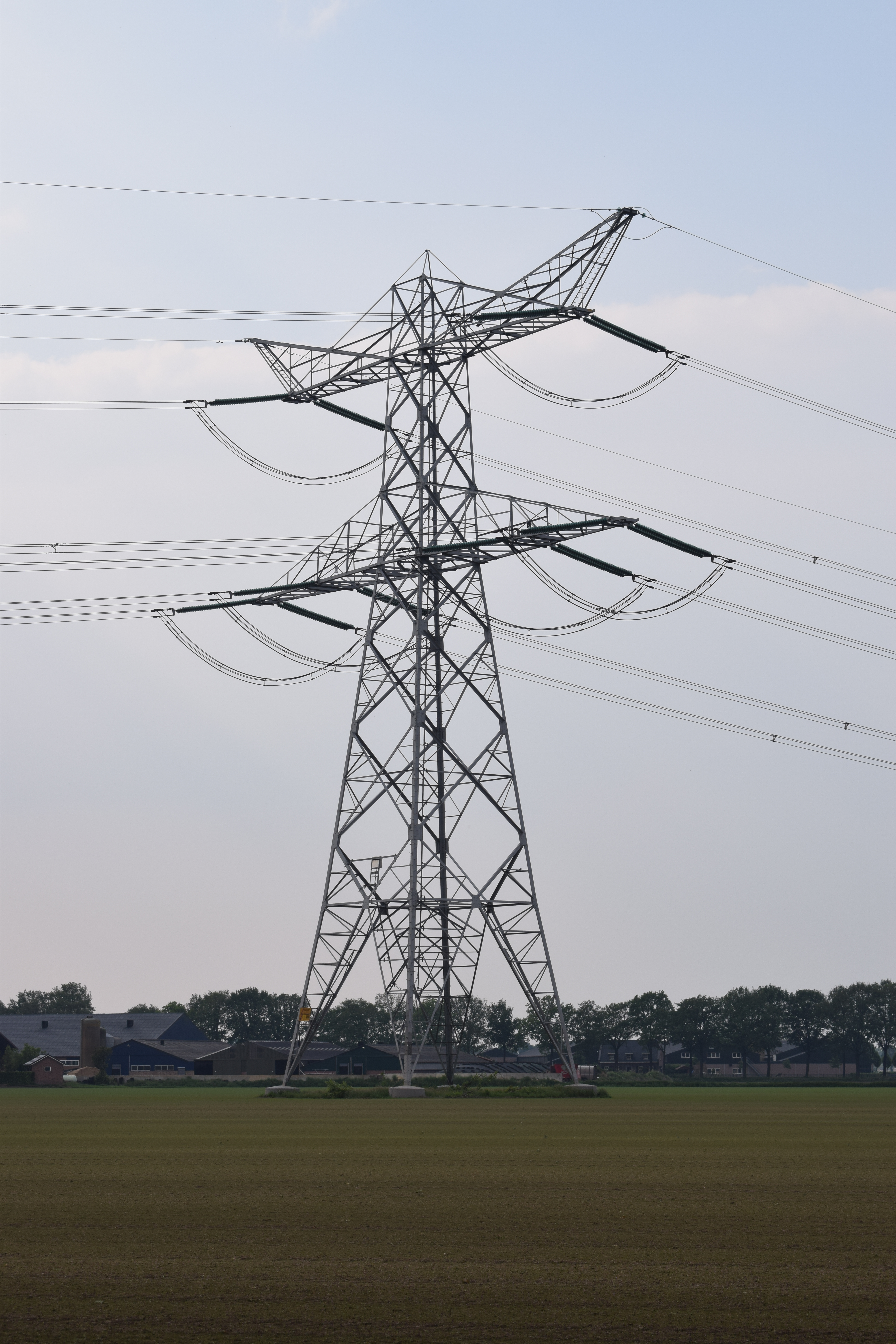
Mast 138, type kattenkop, ter hoogte van Stevensbeek

## Lijsten
- Lijst van onderstations in het extrahoogspanningsnet van de Benelux-landen

## Websites
- HoogspanningsNet. informatie over hoogspanning in Nederland

Aarle Rixtel-Helmond Oost  .
Boxmeer-Dodewaard   · 
Geertruidenberg-Eindhoven · 
Geertruidenberg-Krimpen  .  
Maasbracht-Boekend  · 
Maasbracht-Boxmeer  .
Maasbracht-Dodewaard  · 
Maasbracht-Eindhoven  ·  
Oss-Uden  .
Uden-Aarle Rixtel  .